# Hodošan
Hodošan is een plaats in de gemeente Donji Kraljevec in de Kroatische provincie Međimurje. De plaats telt 1311 inwoners (2001).